# C-801
El YJ-8 (chino: 鹰击-8; pinyin: yingji-8; en español: 'golpe de águila 8'; nombre en la OTAN: CSS-N-4 Sardine) es un misil de crucero antibuque subsónico lanzado desde la superficie. Está fabricado por la Tercera Academia de la Corporación de Ciencia y Tecnología Aeroespacial de China (CASIC).
El YJ-8 se desarrolló en variantes lanzadas desde el aire (YJ-81) y desde submarinos (YJ-82).

## Variantes
- YJ-8: Versión básica con alas fijas[3]
- YJ-8A: YJ-8 modificado con alas plegables[3]
- YJ-81: versión lanzada desde el aire sin el propulsor[4]
- YJ-82: versión lanzada desde un submarino[1]
- C-801: Versión de exportación del YJ-8[3]
- C-801K: Versión de exportación del YJ-81[4]
- C-801Q: Exportar versión de YJ-82[4]